# Campeonato Asiático de Atletismo de 2017 - Lançamento de dardo masculino
A prova do lançamento de dardo masculino do Campeonato Asiático de Atletismo de 2017 foi disputada no dia 9 de julho de 2017 no Kalinga Stadium em Bhubaneswar, na Índia. 

## Recordes
Antes desta competição, os recordes mundiais e do campeonato nesta prova eram os seguintes:
|                       | Nome              | Nacionalidade | Distância | Local   | Data                 |
| --------------------- | ----------------- | ------------- | --------- | ------- | -------------------- |
| Recorde mundial       | Jan Železný       | Chéquia       | 98m 48cm  | Jena    | 25 de maio de 1996   |
| Recorde do campeonato | Yukifumi Murakami | Japão         | 83m 27cm  | Kobe    | 10 de julho de 2011  |
| Recorde asiático      | Zhao Qinggang     | China         | 89m 15cm  | Incheon | 2 de outubro de 2014 |

Os seguintes recordes foram estabelecidos durante esta competição:
| Data       | Evento | Atleta        | Nacionalidade | Distância | Notas                 |
| ---------- | ------ | ------------- | ------------- | --------- | --------------------- |
| 9 de julho | Final  | Neeraj Chopra | Índia         | 85m 23cm  | Recorde do campeonato |

## Medalhistas
| Ouro                | Prata                    | Bronze                    |
| Neeraj Chopra (IND) | Ahmed Bader Magour (QAT) | Davinder Singh Kang (IND) |

## Resultado final

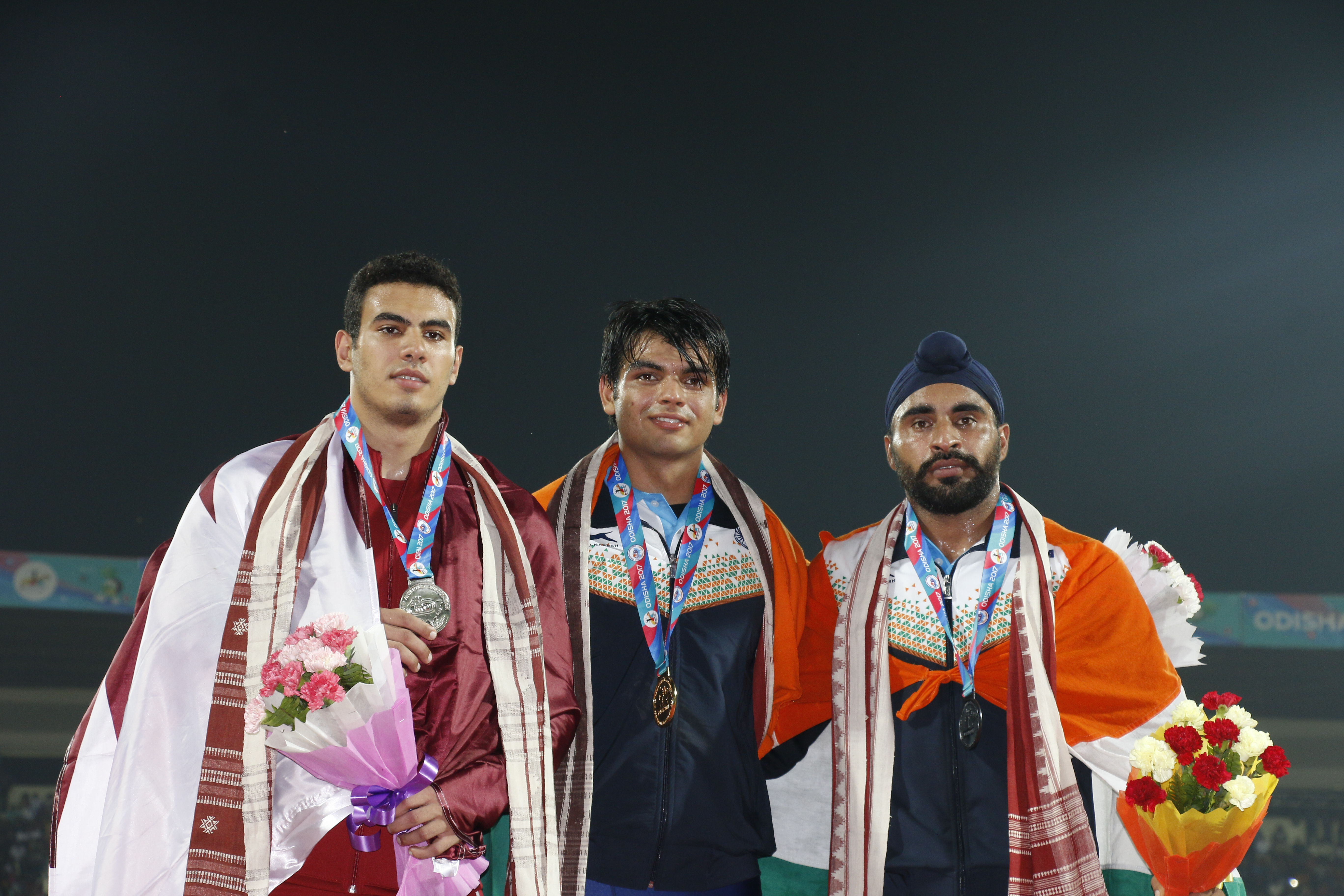
Os três medalhistas

| Posição           | Atleta                      | Nacionalidade  | #1    | #2    | #3    | #4    | #5    | #6    | Resultados | Notas                 |
| ----------------- | --------------------------- | -------------- | ----- | ----- | ----- | ----- | ----- | ----- | ---------- | --------------------- |
| Medalha de ouro   | Neeraj Chopra               | Índia          | x     | 78.59 | 78.54 | 83.06 | 80.99 | 85.23 | 85.23      | Recorde do campeonato |
| Medalha de prata  | Ahmed Bader Magour          | Catar          | 78.67 | 81.53 | 77.95 | 83.70 | x     | 80.28 | 83.70      |                       |
| Medalha de bronze | Davinder Singh Kang         | Índia          | 75.72 | 81.56 | 79.57 | 83.29 | 78.94 | 80.29 | 83.29      |                       |
| 4                 | Huang Shih-feng             | Taipé Chinesa  | 78.01 | 81.27 | 78.62 | x     | 79.94 | 77.00 | 81.27      |                       |
| 5                 | Liu Qizhen                  | China          | 77.90 | 78.18 | 79.33 | 80.12 | 78.25 | 79.07 | 80.12      |                       |
| 6                 | Cheng Chao-tsun             | Taipé Chinesa  | 78.76 | 78.67 | 79.56 | 77.83 | x     | 80.03 | 80.03      |                       |
| 7                 | Arshad Nadeem               | Paquistão      | 73.90 | 77.39 | 73.93 | 78.00 | 74.89 | 76.69 | 78.00      |                       |
| 8                 | Waruna Lakshan Dayarathna   | Sri Lanka      | 76.78 | x     | x     | 67.20 | 74.08 | 65.68 | 76.78      |                       |
| 9                 | Bobur Shokirjonov           | Uzbequistão    | x     | 75.34 | x     |       |       |       | 75.34      |                       |
| 10                | Li Yingchang                | China          | 74.76 | 73.27 | x     |       |       |       | 74.76      |                       |
| 11                | Vladislav Palyunin          | Uzbequistão    | 70.60 | x     | 69.39 |       |       |       | 70.60      |                       |
| 12                | Bae Yu-il                   | Coreia do Sul  | x     | 69.87 | x     |       |       |       | 69.87      |                       |
| 13                | Ali Abdelghani Issa         | Arábia Saudita | 62.48 | 62.94 | 69.53 |       |       |       | 69.53      |                       |
| 14                | Abhishek Singh              | Índia          | 68.22 | x     | 67.18 |       |       |       | 68.22      |                       |
| 15                | Artur Gafner                | Cazaquistão    | 63.59 | x     | 61.55 |       |       |       | 63.59      |                       |
| 16                | Hui Wai Hei Ricky           | Hong Kong      | 61.80 | 60.57 | 62.99 |       |       |       | 62.99      |                       |
| 17                | Abdullah Mohammed Al-Ghamdi | Arábia Saudita | 60.45 | 58.80 | 61.23 |       |       |       | 61.23      |                       |
| 18                | Sazzad Md Hossain           | Bangladesh     | 52.92 | 51.66 | x     |       |       |       | 52.92      |                       |

Legenda
| Recorde mundial       | Recorde mundial (World record)               |                       | Recorde africano                      | Recorde africano (African) |                                           | Q | Classificado por posição (Qualified) |
| Recorde do campeonato | Recorde do campeonato (Championship record)  | Recorde da América    | Recorde da América (Americas)         | q                          | Classificado por melhor tempo (Qualified) |   |                                      |
| Melhor marca do ano   | Melhor marca do ano (World leading)          | Recorde asiático      | Recorde asiático (Asian)              | DNS                        | Não largou (Did not start)                |   |                                      |
| Recorde nacional      | Recorde nacional (National record)           | Recorde europeu       | Recorde europeu (European)            | DNF                        | Não terminou (Did not finish)             |   |                                      |
| Recorde pessoal       | Recorde pessoal do atleta (Personal best)    | Recorde da Oceania    | Recorde da Oceania (Oceania)          | DSQ / DQ                   | Desclassificado (Disqualified)            |   |                                      |
| Recorde da temporada  | Recorde da temporada do atleta (Season best) | Recorde sul-americano | Recorde sul-americano (South America) | NM                         | Sem marca (No mark)                       |   |                                      |